# Liste der Mitglieder des Sächsischen Landtags in der Weimarer Republik (3. Wahlperiode)
Diese Liste gibt einen Überblick über die Mitglieder des Sächsischen Landtags in der Weimarer Republik vom 25. November 1926 bis zum 21. März 1929.
Die Wahlen zum 3. Sächsischen Landtag fanden am 31. Oktober 1926 statt.

## Zusammensetzung
- KPD: 14
- SPD: 31
- ASPD: 4
- DDP: 5
- WP: 10
- DVP: 12
- VRP: 4
- DNVP: 14
- NSFB: 2

| Fraktion          | Sitze | Sitzverteilung ab dem 15. Januar 1929 |
| ----------------- | ----- | ------------------------------------- |
| SPD               | 31    | 31                                    |
| DNVP              | 14/13 | 13                                    |
| DVP               | 12    | 12                                    |
| KPD               | 14/13 | 8                                     |
| DDP               | 5     | 5                                     |
| Wirtschaftspartei | 10    | 10                                    |
| VRP               | 4     | 4                                     |
| ASPD              | 4     | 4                                     |
| NSFB              | 2     | 2                                     |
| KPD-O             | 0     | 5                                     |
| fraktionslos      | 0     | 2                                     |
| gesamt            | 96    | 96                                    |

1. ↑  Ab diesem Tag bildeten 5 aus der KPD ausgeschlossene Abgeordnete die KPD-O-Fraktion.
2. ↑  Verlust eines Mandats am 26.4.1928 durch Austritt des Abgeordneten Robert Bauer, der sich der CNBL anschloss.
3. ↑  Der Abgeordnete Flammiger trat am 1. Juni 1928 aus der KPD-Fraktion aus, blieb dann fraktionslos. Der Abgeordnete Bauer war seit seinem Wechsel von der DNVP zur CNBL ebenfalls fraktionslos.

## Vorstand des Landtages
- Präsident des Landtags: 
Albert Schwarz (SPD)
- 1. stellvertretender Präsident: 
August Eckardt (DNVP)
- 2. stellvertretender Präsident:  
Hugo Hickmann (DVP)
- Schriftführer:
Arthur Lieberasch (KPD)
Max Mucker (SPD)
- stellvertretende Schriftführer
Walther Großmann (Wirtschaftspartei)
Robert Wirth (ASPD)
Hans Göttling (VRP)
Bernhard Claus (DDP)

## Fraktionsvorsitzende
- Fraktion der SPD
 Karl Böchel 
 Oskar Edel 
 Hermann Liebmann
- Fraktion der DNVP
Johannes Hofmann bis April 1928 
Johann Christian Eberle ab April 1928
- Fraktion der KPD
 Paul Böttcher bis Januar 1929
Max Opitz
Rudolf Renner
- Fraktion der DVP
Bernhard Blüher
- Fraktion der Wirtschaftspartei
Hermann Kaiser
- Fraktion der DDP
Richard Seyfert
- Fraktion der ASPD
Robert Wirth
- Fraktion der VRP
Friedrich Mack

## Abgeordnete
| Name                    | Fraktion                  | Anmerkungen |
| ----------------------- | ------------------------- | --- |
| Arthur Arzt             | SPD                       | Mandatsniederlegung am 14. Juni 1928 |
| Hermann Aßmann          | Wirtschaftspartei         | |
| Ida Bauer               | SPD                       | Mitglied ab dem 15. Januar 1929 nachgerückt für Martha Schilling |
| Robert Bauer            | DNVP/CNBL                 | |
| Alfred Beck             | DVP                       | |
| Emil Berg               | DNVP                      | Mandatsniederlegung am 6. November 1928 |
| Max Bergmann            | Wirtschaftspartei         | Abgeordneter ab dem 19. Juni 1928 für den Abgeordneten Lauterbach |
| Karl Bethke             | ASPD                      | |
| Oswald Bleier           | KPD                       | |
| Bernhard Blüher         | DVP                       | |
| Karl Böchel             | SPD                       | |
| Robert Börner           | DNVP                      | Abgeordneter ab dem 27. September 1927 für den Abgeordneten Pagenstecher Fraktionsschriftführer                                                                      |
| Paul Böttcher           | KPD/KPD-O                 | am 15. Januar 1929 Ausschluss aus der KPD-Fraktion bis zum 15. Januar 1929 KPD-Fraktionsvorsitzender; danach Fraktionsvorsitzender der KPD-O                         |
| Mily Bültmann           | DNVP                      | |
| Wilhelm Bünger          | DVP                       | Mandatsniederlegung am 12. Februar 1929 |
| Bernhard Claus          | DDP                       | |
| Julius Dehne            | DDP                       | |
| Arthur Dennhardt        | SPD                       | |
| Alfred Dobbert          | SPD                       | |
| Willy Dumjahn           | Wirtschaftspartei         | |
| Johann Christian Eberle | DNVP                      | Fraktionsvorsitzender ab dem 27. April 1928 |
| Emil Ebert              | SPD                       | |
| August Eckardt          | DNVP                      | 1. stellvertretender Landtagspräsident |
| Oskar Edel              | SPD                       | |
| Max Enterlein           | Wirtschaftspartei         | |
| Arthur Ewert            | KPD                       | am 22. März 1927 Erklärung der Ungültigkeit der Wahl des Abgeordneten durch Landtagsmehrheit                                                                         |
| Christian Ferkel        | SPD                       | |
| Hermann Flammiger       | KPD fraktionslos          | Abgeordneter ab dem 1. November 1927 für den Abgeordneten Schmincke am 1. Juni 1928 Austritt aus der KPD-Fraktion, als fraktionsloser Abgeordneter weiter im Landtag |
| Kurt Fritzsche          | DNVP                      | Abgeordneter ab dem 19. April 1928 für den Abgeordneten Hofmann |
| Franz Frucht            | DVP                       | |
| Arthur von Fumetti      | VRP                       | |
| Hans Geiser             | SPD                       | |
| Johannes Gelfert        | DVP                       | |
| Karl Gerlach            | SPD                       | |
| Carl Hans Göttling      | VRP                       | |
| Georg Graupe            | SPD                       | |
| Walter Grellmann        | DNVP                      | |
| Karl Grobe              | NSDAP/NSFB                | Abgeordneter ab dem 17. November 1927 für den Abgeordneten von Mücke am 7. Juni 1928 Bekanntgabe des Todes des Abgeordneten                                          |
| Walther Großmann        | Wirtschaftspartei         | |
| Oswald Güttler          | SPD                       | Abgeordneter ab dem 12. Februar 1929 für den Abgeordneten Menke |
| Anton Hagen             | ASPD                      | |
| Paul Härtel             | VRP                       | |
| Erwin Hartsch           | SPD                       | |
| Alfred Hauffe           | DNVP/Sächsisches Landvolk | Abgeordneter ab dem 6. November 1928 für den Abgeordneten Berg |
| Ernst Richard Helbig    | NSDAP/NSFB                | Abgeordneter ab dem 7. Juni 1928 für den Abgeordneten Grobe |
| Max Hentschel           | Wirtschaftspartei         | |
| Paul Herrmann           | SPD                       | |
| Hugo Hickmann           | DVP                       | 2. stellvertretender Präsident |
| Johannes Hofmann        | DNVP                      | am 11. April 1928 verstorben |
| Fritz Kaiser            | DVP                       | |
| Hermann Kaiser          | Wirtschaftspartei         | |
| Hermann Kastner         | DDP                       | |
| Karl Kautzsch           | SPD                       | |
| Carl Koenig             | DVP                       | |
| Otto Kretschmar         | DNVP                      | |
| Alfred Kunath           | Wirtschaftspartei         | |
| Hugo Kuntzsch           | DNVP                      | |
| Karl Lauterbach         | Wirtschaftspartei         | Mandatsniederlegung am 19. Juni 1928, Wechsel in den Reichstag |
| Arthur Lieberasch       | KPD/KPD-O                 | am 15. Januar 1929 Ausschluss aus der KPD-Fraktion Schriftführer des Landtags                                                                                        |
| Hermann Liebmann        | SPD                       | |
| Walter Lippe            | DVP                       | |
| Friedrich Mack          | VRP                       | |
| Bernhard Menke          | SPD                       | am 31. Januar 1929 verstorben |
| Hellmuth von Mücke      | NSDAP/NSFB                | Mandatsniederlegung am 1. November 1927 |
| Max Mucker              | SPD                       | |
| Friedrich Max Müller    | SPD                       | |
| Kurt Müller             | SPD                       | |
| Max Müller              | ASPD                      | |
| Arthur Nagel            | KPD                       | |
| Otto Nebrig             | SPD                       | |
| Alfred Neu              | SPD                       | |
| Max Ernst Opitz         | KPD                       | 2. Fraktionsvorsitzender |
| Alexander Pagenstecher  | DNVP                      | Mandatsniederlegung am 27. September 1927 |
| Rudolf Renner           | KPD                       | ab dem 15. Januar 1929 Fraktionsvorsitzender |
| Emil Arthur Röllig      | DVP                       | |
| Max Roscher             | KPD                       | |
| Otto Rötzscher          | KPD/KPD-O                 | am 15. Januar 1929 Ausschluss aus der KPD-Fraktion |
| Ernst Scheffler         | KPD                       | Abgeordneter ab dem 6. April 1927 für den Abgeordneten Ewert |
| Walter Schiffmann       | DVP                       | Abgeordneter ab dem 14. Februar 1929 für den Abgeordneten Bünger |
| Martha Schilling        | SPD                       | am 8. Dezember 1928 tödlich verunglückt |
| Richard Schladebach     | DNVP                      | |
| Marie Martha Schlag     | SPD                       | |
| Otto Schleinitz         | SPD                       | |
| Iselin Schmidt          | DVP                       | |
| Richard Schmincke       | KPD                       | Mandatsniederlegung am 1. November 1927 |
| Arthur Schreiber        | KPD/KPD-O                 | am 15. Januar 1929 Ausschluss aus der KPD-Fraktion |
| Max Schreiber           | DNVP                      | |
| Ernst Schulze           | SPD                       | |
| Albert Schwarz          | SPD                       | Präsident des Landtages |
| Richard Seyfert         | DDP                       | |
| Bruno Siegel            | KPD                       | |
| Johannes Siegert        | DNVP                      | |
| Josef Siegnoth          | SPD                       | |
| Robert Siewert          | KPD/KPD-O                 | am 15. Januar 1929 Ausschluss aus der KPD-Fraktion |
| Hermann Tempel          | SPD                       | Abgeordneter ab dem 16. Juni 1928 für den Abgeordneten Arzt |
| Elise Thümmel           | SPD                       | |
| Fritz Tittmann          | NSDAP/NSFB                | |
| Walter Ulbricht         | KPD                       | |
| Else Ulich-Beil         | DDP                       | |
| Kurt Vogel              | SPD                       | |
| Hermann Voigt           | DVP                       | |
| Eduard Wagner           | DNVP                      | |
| Hugo Weber              | Wirtschaftspartei         | |
| Kurt Weckel             | SPD                       | |
| Johann Wehle            | SPD                       | |
| August Wilde            | SPD                       | |
| Walter Woldemar Wilhelm | Wirtschaftspartei         | |
| Robert Wirth            | ASPD                      | |